# Lista de grandezas físicas
A lista a seguir contem as grandezas básicas usadas no Sistema Internacional de Unidades para definir as dimensões usadas em análise dimensional . As grandezas derivadas podem ser mencionadas em termos das quantidades de base.
Tenha em mente que nem os nomes nem os símbolos usados são padrões internacionais. Algumas grandezas são conhecidas por vários nomes diferentes, tais como a densidade de fluxo magnético, que é conhecida como campo-B magnético, indução magnética ou simplesmente como campo magnético, dependendo do contexto. Da mesma forma, a tensão superficial pode ser simbolizada por σ, γ ou T. A tabela geralmente lista apenas um nome e símbolo.
A coluna final lista algumas propriedades especiais que algumas das grandezas têm, como seu comportamento de escala (ou seja, se é intensiva ou extensiva), propriedades de transformação (escalar, vetorial e tensor) e se a quantidade é conservada.
| Grandeza base            | Símbolo | Descrição                                                                                                 | Unidade do SI   | Dimensão | Propriedade(s)     |
| ------------------------ | ------- | --- | --------------- | -------- | ------------------ |
| Comprimento              | l       | Extensão unidimensional de um objeto                                                                      | Metro (m)       | L        | Extensiva          |
| Massa                    | m       | Medida de resistência à aceleração                                                                        | Quilograma (kg) | M        | Extensiva; Escalar |
| Tempo                    | t       | Duração de um evento                                                                                      | Segundo (s)     | T        | Escalar            |
| Corrente elétrica        | I       | Fluxo de cargas elétricas por um período                                                                  | Ampere (A)      | I        | Extensiva          |
| Temperatura              | T       | Energia cinética por grau de liberdade de um sistema                                                      | Kelvin (K)      | Θ        | Intensiva; Escalar |
| Quantidade de substância | n       | Quantidade proporcional de uma amostra, tendo a constante de Avogadro como constante de proporcionalidade | Mol (mol)       | N        | Extensiva; Escalar |
| Intensidade luminosa     | IL      | Potência do comprimento de onda da luz emitida                                                            | Candela (cd)    | J        | Escalar            |

| Grandeza derivada              | Símbolo | Descrição                                                                                           | Unidade do SI | Dimensão      | Propriedade(s)                   |
| ------------------------------ | ------- | --------------------------------------------------------------------------------------------------- | ------------- | ------------- | -------------------------------- |
| Ausência                       | A       | Deslocamento sustentado                                                                             | m.s           | L T           | Vetorial                         |
| Dose aborvida                  |         | Dose absorvida por intervalo de tempo                                                               | Gy/s          | L-2 T-3       |                                  |
| Aceleração                     | a       | Variação de velocidade                                                                              | m/s2          | L T-2         | Vetorial                         |
| Aceleração angular             | ωa      | Variação de velocidade angular                                                                      | rad/s2        | T-2           |                                  |
| Momento angular                | L       | Extensão e direção de um objeto rodando sob um referencial                                          | kg.m2/s       | M L2 T-1      | Conservado; Bivetorial           |
| Velocidade angular             | ω       | Ângulo incrementado em um plano por um segmento conectando um objeto e um referencial por intervalo | rad/s         | T-1           | Bivetorial                       |
| Área                           | A       | Extensão de uma superfície bidimensional                                                            | m2            | L2            | Extensiva; Bivetorial ou escalar |
| Densidade de área              | ρA      | Massa por área                                                                                      | kg.m-2        | M L-2         | Intensiva                        |
| Capacitância                   | C       | Carga armazenada por potencial elétrico                                                             | farad (F=C/V) | M-1 L-2 T4 I2 | Escalar                          |
| Catálise                       |         | Variação da taxa de reação devido à presença de um catalisador                                      | kat.m-3       | L-3 T1 N      | Intensiva                        |
| Potencial químico              | μ       | Energia gasta por variação de quantidade de substância                                              | J/mol         | M L2 T-2 N-1  | Intensiva                        |
| Densidade de corrente elétrica | J       | Carga elétrica por unidade de área                                                                  | A/m2          | L-2 I         | Conservada; Intensiva; Vetorial  |